# 吉岡稔記
吉岡 稔記（よしおか としき、1976年12月21日 - ）は広島県出身のD1ドライバー。本業は自動車整備士で現在はアメリカに住居を構える。愛称はトシキング。

## 人物
日本を代表するハチロク使いの一人であり、植尾勝浩や箕輪慎治らがハチロクを降りる中で、同車での参戦を続けていた。
D1へは2002年シーズンから参加。当初は師匠である神本寿と共に参戦し、プライベート仕様のオレンジ色のハチロクレビンを駆り、2003年にはシリーズランキング5位の実績がある。2004年からは、Droo-Pワークスからプロジェクトμカラー（1号機のボディーカラーは当初は白と黄緑だったが、クラッシュを機に白にピンクの文字ステッカーを貼りこんだ仕様になった）のハチロクで参戦。開幕戦から好調ぶりを見せ、第2戦を除いては全戦で予選通過を果たす。とくに第4戦では谷口信輝と決勝を闘い、僅差で準優勝になった。結果的に2年連続のシード入りを果たした。
2005年は昨シーズンまで平岡英郎が乗っていたエスペリアカラーのハチロクトレノで参戦。しかし、第4戦の練習走行で大クラッシュし、車体と吉岡本人共にダメージを負ったものの決勝に勝ち上がり、日比野哲也とのサドンデスの末に初優勝を果たした。
2006年からは、外見はボンネットが黒くなった以外は大差ないものの、エンジンは260ps前後にチューニングされ、ミッションもシーケンシャル化されて素早いシフトチェンジを可能にしたニューマシンで参戦した。
2008年は第3戦まではハチロクトレノで、お台場戦からレクサス・SC430で参戦した。
2009年は前半は海外で活動し後半からマジックよりマツダ・RX-7（FD3S）で参戦した。
2010年はRX-7のロータリーエンジンを4ローターにする予定であったが、開幕戦は2ローターで参戦した。
2011年からはフォーミュラDに参戦している。2011年は自身所有のS15シルビアで参戦、2012年はRS-Rのサポートを受けVQエンジンを搭載したS15シルビアで参戦した。2013年は自身のチームを立ち上げ、北米仕様のスバル・BRZに東名パワードが販売しているコンプリート仕様のEJ25改2.6リットルエンジンを搭載して参戦している。

## エピソード・武勇伝
- D1GPでは様々な伝説的なクラッシュをしている。
  - 2004年のお台場で行われたエキシビションでは、設置されていたウォータータンクに突っ込み破壊、その先のガードレールを飛び越えた。（これ以降お台場のコースのバリケードはコンクリートウォールになった。）
  - 2005年のお台場で行われたお台場オールスターでは今村陽一選手のFD3Sに乗り上げ車がウィリーした。
  - 先述の通り、2005年の第4戦オートポリスでは練習走行でマシンフレームが20cmずれる程の大クラッシュをし、エンジンもノーマルの物に乗せ換えられた。しかしそんな状態にもかかわらず、当ラウンドで優勝を果たした。
  - 2006年第5戦エビスではストレートで壁に接触し、そのまま1コーナーアウト側の土手に突っ込んだ。その際、1コーナー付近にあったカメラを轢き、カメラマンの膝小僧にリアバンパーを掠めていた。

- 誰もが認めるナルシスト。（ドリフト天国DVDVol.41より）
- 特技は「すれ違いトーク」。MSCチャレンジカップでは織戸学との掛け合いで会場の笑いを誘った。
- スタート時に大声を出すが、これは「緊張を解きほぐし、コンセントレーションを高める」とのこと。
- エスペリアカラーのスズキ・キャリイ（DA62T）でドリフトを披露したことがある。
- 実はグリップ走行も得意で、EST福山が製作したマツダ・ユーノスコスモ（JCESE）のタイムアタック仕様でスーパーラップに挑戦したこともある。